# Autotisis

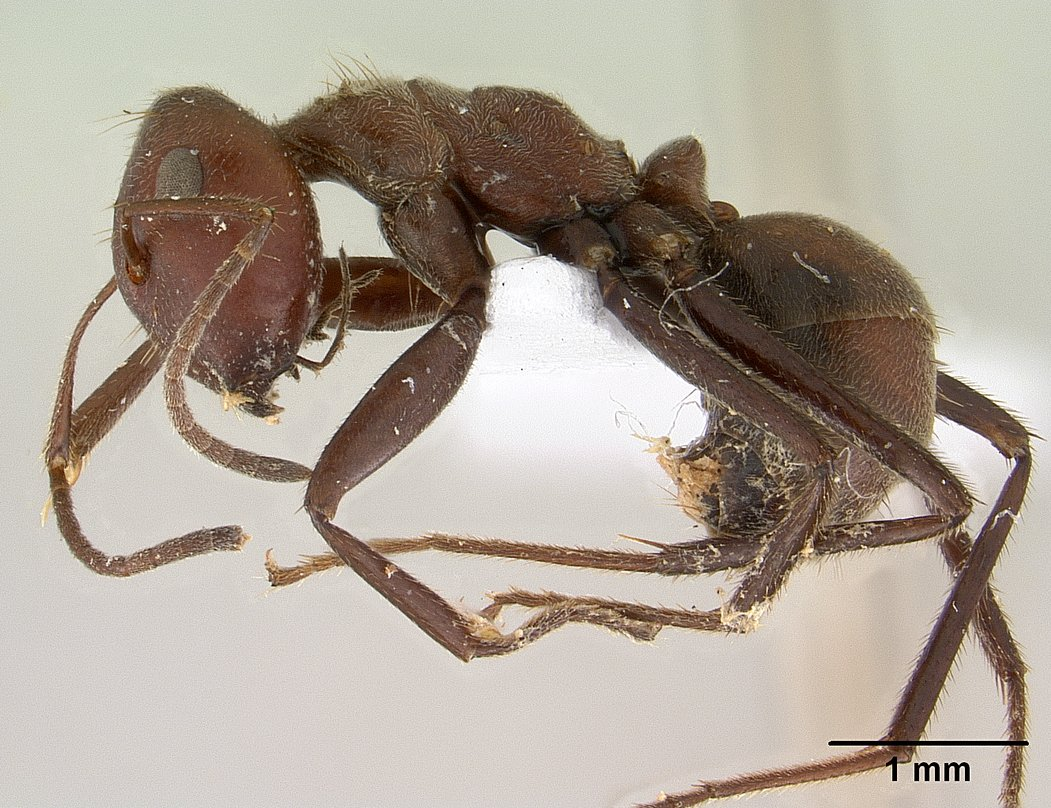
Colobopsis saundersi

Autotisis (de las raíces griegas autos- αὐτός "a sí mismo" y thysia θυσία "sacrificio") o suicidio altruista es el proceso en el que un animal se destruye a sí mismo a través de una ruptura interna o la explosión de un órgano, el cual provoca la ruptura del exoesqueleto, como ocurre con la colobopsis saundersi.

## Descubrimiento
El término fue propuesto por Maschwitz and Maschwitz en 1974 para describir el mecanismo de defensa de la Colobopsis saundersi antes llamada Camponotus saundersi, una especie de hormiga carpintera o maderera.

Ha sido descrita en termitas y hormigas. Sirve la función de proteger a la colonia contra atacantes.
Los soldados de la familia neotropical Serritermitidae usan esta estrategia solo cuando están en el nido para bloquear el ingreso de atacantes. Cuando están lejos del nido prefieren el escape.

## Mecanismo
Es causada por la contracción de los músculos alrededor de una gran glándula que lleva a la rotura de las paredes de la misma. Algunas termitas (como las soldados de Globitermes sulphureus) liberan una secreción pegajosa debido a la ruptura de una glándula cerca de la cutícula de su cuello.